# Universitas 21
Universitas 21 – (U21) międzynarodowa sieć uniwersytetów założona w 1997 w Melbourne. Universitas 21 składa się z 21 uniwersytetów z 17 państw i rejonów.

## Członkowie

### Azja Wschodnia
- National University of Singapore (Singapur)
- Korea University (Seul, Korea Południowa)
- University of Hong Kong (Hongkong)
- Fudan University (Chińska Republika Ludowa)
- Uniwersytet Jiao Tong w Szanghaju (Chińska Republika Ludowa)
- Uniwersytet Waseda (Japonia)

### Azja Południowa
- Delhi University (Indie)

### Europa
- Uniwersytet w Lund (Szwecja)
- University College Dublin (Irlandia)
- Uniwersytet Amsterdamski (Holandia)
- Uniwersytet w Birmingham (Wielka Brytania)
- Uniwersytet Edynburski (Wielka Brytania)
- Uniwersytet w Glasgow (Wielka Brytania)
- Uniwersytet w Nottingham (Wielka Brytania)

### Ameryka Północna
- Uniwersytet McGilla (Kanada)
- Tecnológico de Monterrey (Meksyk)
- Uniwersytet Kolumbii Brytyjskiej (Kanada)
- Uniwersytet Connecticut (Stany Zjednoczone)
- Uniwersytet Marylandu w College Park (Stany Zjednoczone)
- Uniwersytet Stanu Ohio (Stany Zjednoczone)
- Uniwersytet Wirginii (Stany Zjednoczone)

### Ameryka Południowa
- Pontificia Universidad Católica de Chile (Chile)

### Oceania
- University of Auckland (Nowa Zelandia)
- University of Queensland (Australia)
- Uniwersytet w Melbourne (Australia)
- Uniwersytet Nowej Południowej Walii (Australia)

### Afryka
- University of Johannesburg (Południowa Afryka)